# Stoby
Stoby – miejscowość (tätort) w Szwecji, w regionie administracyjnym (län) Skania, w gminie Hässleholm.
Według danych Szwedzkiego Urzędu Statystycznego liczba ludności wyniosła: 729 (31 grudnia 2015), 769 (31 grudnia 2018) i 738 (31 grudnia 2019).